# Neumania pubescens
Neumania pubescens är en kvalsterart som beskrevs av Marshall 1929. Neumania pubescens ingår i släktet Neumania och familjen Unionicolidae. Inga underarter finns listade i Catalogue of Life.